# Ischnosiphon enigmaticus
Ischnosiphon enigmaticus är en strimbladsväxtart som beskrevs av Bengt Lennart Andersson. Ischnosiphon enigmaticus ingår i släktet Ischnosiphon och familjen strimbladsväxter. Inga underarter finns listade.